# Via Antonio Magliabechi
Via Antonio Magliabechi è una strada del centro storico di Firenze, che va da Corso Tintori (piazza dei Cavalleggeri) a piazza Santa Croce. Vi innesta Borgo Santa Croce.

## Storia
Si tratta di un tracciato moderno, strettamente legato al grande cantiere della Biblioteca Nazionale che occupa un'area già segnata da ambienti per lo più di pertinenza della caserma della cavalleria leggera granducale e del convento di Santa Croce, e che ora definisce quasi per intero il lato destro della strada. 
Come è noto tale cantiere ebbe una storia oltremodo travagliata: demolite nel 1909 le preesistenze e tracciata tra il 1913 e il 1914 questa nuova strada con il taglio degli edifici che sorgevano sul suo lato sinistro, i lavori furono a lungo sospesi per il sopraggiunto conflitto mondiale. Solo attorno al 1930-1935 si ripresero i lavori al tracciato, allargandolo e fornendolo di marciapiedi (si veda il materiale conservato presso l'Archivio storico del Comune di Firenze). Questo sembra spiegare il perché la via, pur essendo già inserita nello stradario storico amministrativo del Comune di Firenze del 1913 con la denominazione di via Magliabechi, sia stata ufficializzata, questa volta come via Antonio Magliabechi, solo più tardi, con deliberazione del Podestà di Firenze nel giugno del 1938, poco dopo l'inaugurazione ufficiale della stessa biblioteca, il 30 ottobre 1935. 
Anche la titolazione è in stretto riferimento alla presenza della grande biblioteca, visto che l'estesa raccolta di libri e manoscritti dell'erudito Antonio Magliabechi lasciata con il testamento del 1714 "a beneficio universale della città e specialmente ai poveri, chierici sacerdoti e secolari che non hanno modo di comprar libri e di poter studiare", non solo costituisce uno dei fondi più ricchi e rari dell'istituto nazionale, ma di fatto costituisce l'atto di nascita della prima biblioteca pubblica cittadina.

## Descrizione
La via, ampia e asfaltata, interna alla zona cittadina a traffico limitato, è da ambedue i lati utilizzata a parcheggio.
Su questo lato della strada si affaccia l'esedra della Tribuna dantesca della BNCF. Segue un ampio corpo di fabbrica moderno, realizzato con un successivo cantiere chiuso nel 1962 su progetto dell'architetto Velio Mazzei, ad ampliare gli spazi in questa area come peraltro aveva previsto, seppure in forme diverse, il progetto Bazzani. Questo corpo, allineato con il fronte della basilica di Santa Croce, si presenta come ampio parallelepipedo di quattro piani fuori terra, con rivestimento in lastre di pietra forte e con un fronte finestrato a maglia modulare che caratterizza fortemente l'intervento. Nella breve striscia di terreno tra l'edificio e la sede stradale è una fila di cipressi. In prossimità del complesso della chiesa di Santa Croce è uno spazio rientrante ugualmente a verde che crea una zona di rispetto tra il nostro edificio e il grande cenacolo del convento francescano: qui si possono apprezzare alcuni stemmi della famiglia Spinelli e un grande stemma dell'Arte dei Mercatanti (quest'ultimo ricollocato sull'edificio moderno da qualche preesistenza demolita), legati al grande complesso francescano.
Sul lato opposto si trova il cinquecentesco palazzo Doni, fatto arretrare e rimaneggiato appositamente per l'apertura della strada. Dal giardino di palazzo Doni si intravede una torretta appoggiata su mensole, inglobata nelle cortine edili tra Corso Tintori e Borgo Santa Croce. 
Ai numeri 3, 5 e 7 si trova il grande caseggiato di palazzo Migliorini, nato dall'abbattimento e riadattamento delle case già sul tergo di Borgo Santa Croce. 
La strada termina a ridosso di piazza Santa Croce, tra il palazzo Borghini e il refettorio del convento di Santa Croce. 

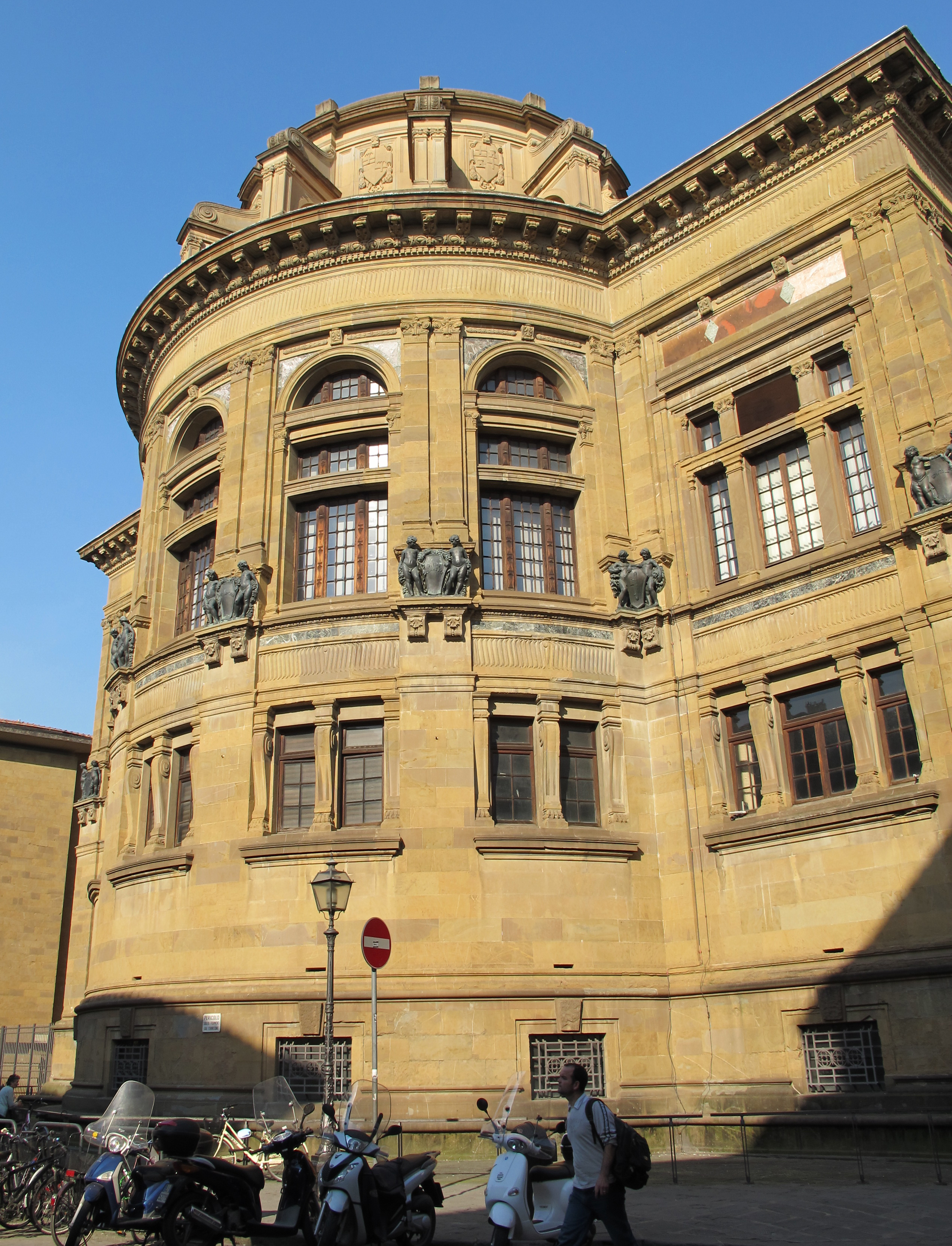
La Tribuna dantesca
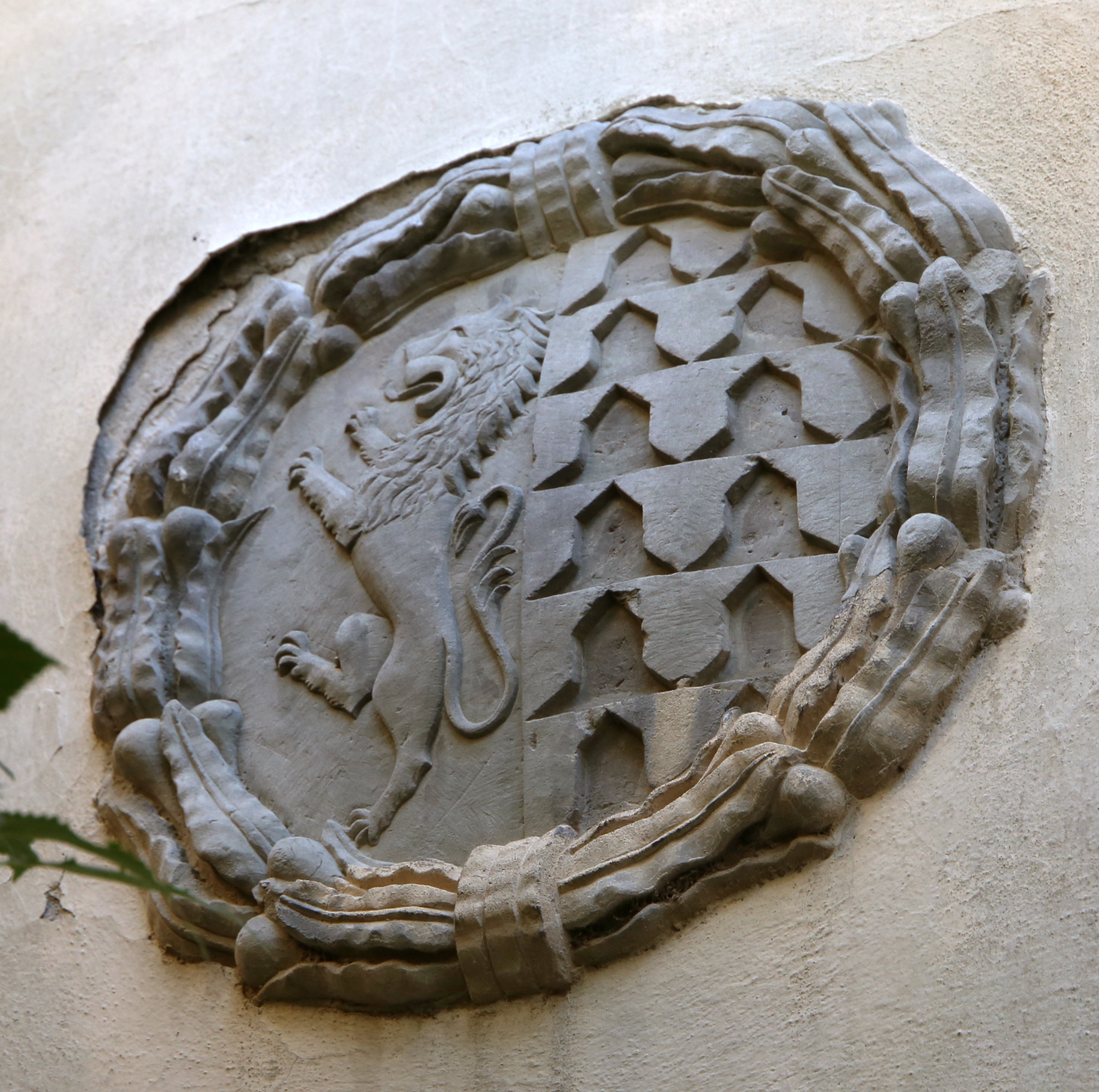
Stemma Spinelli tra Santa Croce e il fabbricato moderno della biblioteca Nazionale
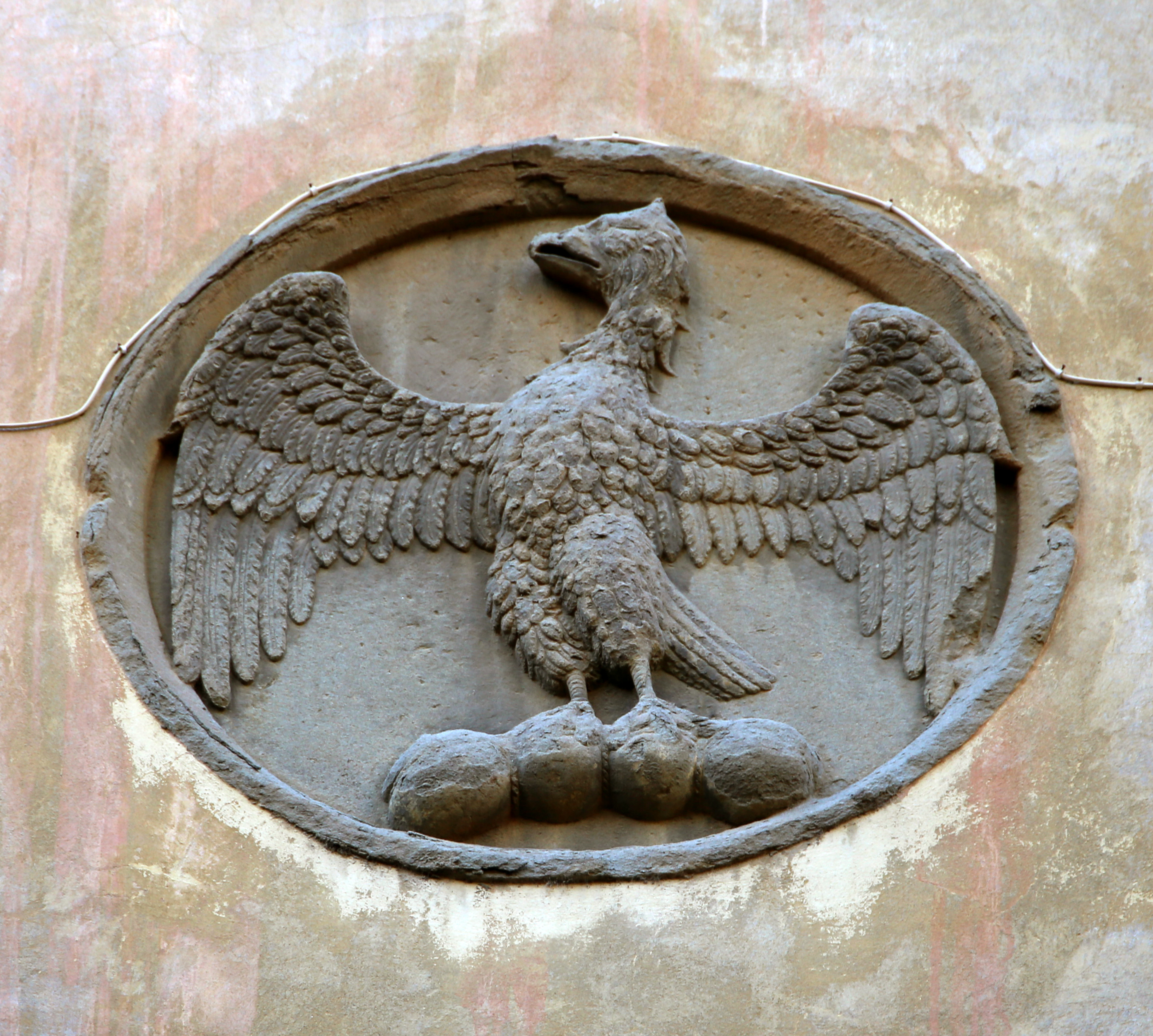
Stemma dell'Arte dei Mercatanti (o di Calimala)
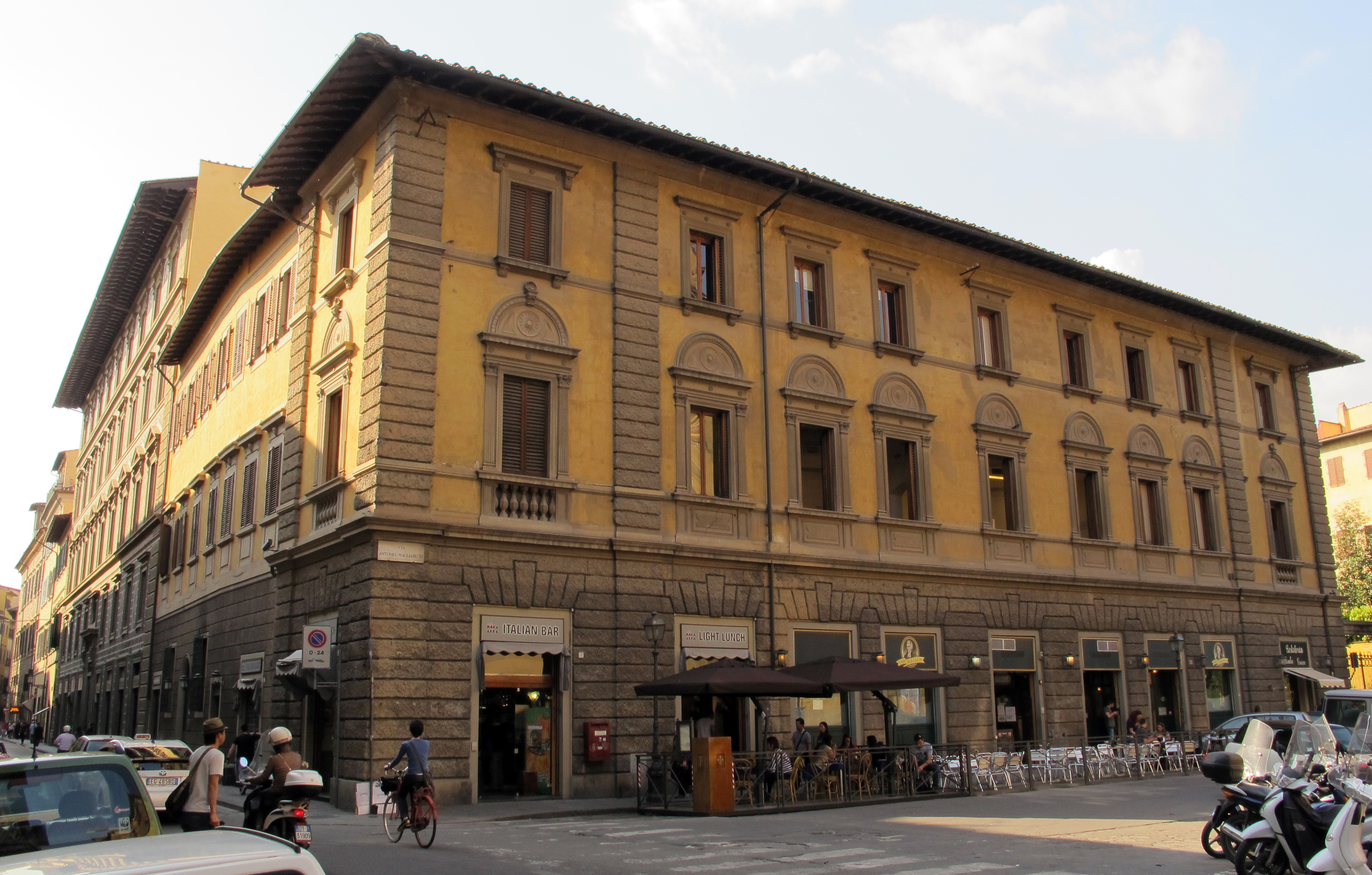
Palazzo Doni
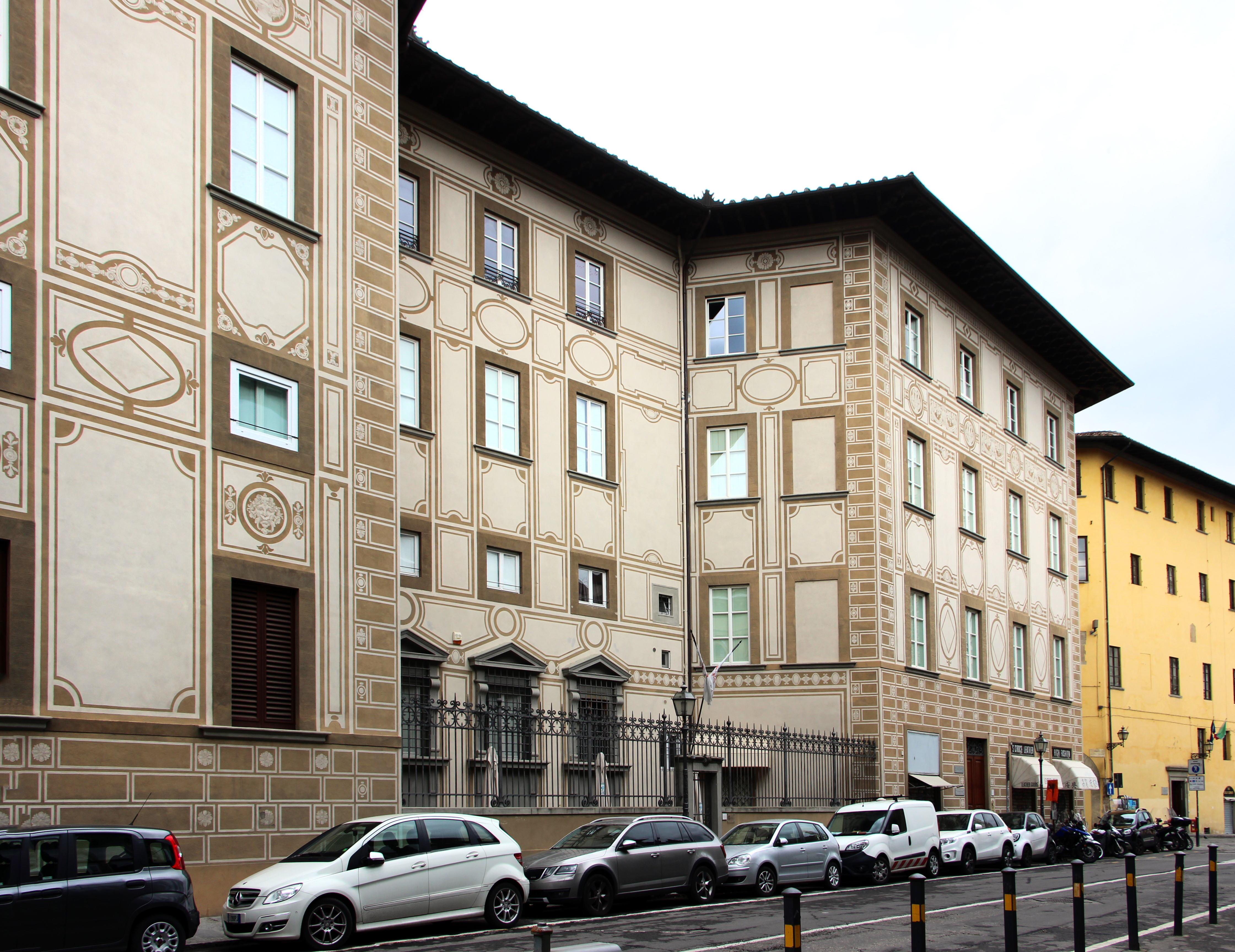
Palazzo Migliorini